# Jahnshof
Jahnshof ist ein Ortsteil der Gemeinde Gremersdorf (Amt Oldenburg-Land) in Schleswig-Holstein.

## Lage
Das Straßendorf im östlichen Teil der Halbinsel Wagrien liegt gut 2 km nördlich des Stadtzentrums von Oldenburg in Holstein und 3,1 km südwestlich von Gremersdorf, dem Hauptort der gleichnamigen Gemeinde im Kreis Ostholstein. Die Einwohnerzahl im Jahre 1987 betrug 119 Personen. Das nächstgelegene Ostseebad ist Weißenhäuser Strand knapp 7 km westlich an der Hohwachter Bucht. In unmittelbarer Nähe nordwestlich gelegen befindet sich als Sperrgebiet der Truppenübungsplatz Putlos.

## Verkehr
Östlich von Jahnshof verläuft seit einigen Jahren die sich nördlich im Ausbau befindliche Bundesautobahn 1 (E 47) an der Vogelfluglinie. Ihr Verlauf ist identisch mit dem der abschnittsweise ausgebauten Trasse der ehemaligen Bundesstraße 207; sie ist heute (Stand: März 2013) bis Heiligenhafen-Ost als Autobahn ausgebaut und führt und bei einer weiteren Verlängerung über die Fehmarnsundbrücke und die Insel Fehmarn bis zum heutigen Fährhafen Puttgarden. Bei einer Realisierung der (geplanten) festen Fehmarnbeltquerung ist eine Weiterführung über Rødbyhavn in Dänemark via Lolland und Falster bis Kopenhagen vorgesehen.
An ihr befindet sich die gleichnamige Autobahnauffahrt (NR. 8), die jedoch nur von lokaler Bedeutung ist und insbesondere  den Ort selbst und umliegende Dörfer wie beispielsweise Kröß und Giddendorf sowie (zumindest teilweise) die Gemeinden Neukirchen und Heringsdorf an das Fernstraßennetz anschließt.
Der nächste Bahnhof mit nationalen bzw. internationalen ICE/EuroCity-Verbindungen ist der nur wenige Kilometer entfernte Bahnhof Oldenburg (Holst) an der Bahnstrecke Lübeck–Puttgarden. Linienbusverbindungen zu den umliegenden Orten werden nur äußerst spärlich angeboten.

## Wirtschaft
Die Landwirtschaft ist zwar nicht mehr so dominant wie noch vor einigen Jahrzehnten, spielt heutzutage aber immer noch eine Rolle. Der Tourismus hat sich bisher aufgrund der etwas abgeschiedenen Lage zu den Badestränden nur in Ansätzen entwickelt. Im Ort und in dem kleinen Gewerbegebiet, das in unmittelbarer Nähe der Autobahnanschlussstelle liegt und bereits 1990 an der seinerzeit noch hier verlaufenden Bundesstraße 207 erschlossen wurde, gibt es mehrere mittelständische Unternehmen.